# نوفا بوشتا
نوفا بوشتا: (بالأوكرانية: Нова Пошта) شركة أوكرانية أُسست عام 2001 توفر خدمة البريد السريع للوثائق والبضائع والطرود للأفراد والشركات

## عن الشركة
لدى شركة نوفا بوشتا أكثر من 6000 فرع منتشرة في كافة المدن الأوكرانية ومحطات فرز في كييف وخميلينتسكي ولفيف قادرة على معالجة 14 إلى 20 ألف طرد في الساعة. في عام 2018 سلمت الشركة أكثر من 174 مليون شحنة عبر أوكرانيا، في عام 2015 ، توسعت الشركة دوليًا إلى البلدان المجاورة في جورجيا ومولدوفا تعتبر الشركة منافسا للبريد الحكومي (أوكربوشتا) الرئيسي في البلاد